# Hagelbjerggård
Hagelbjerggård var en avlsgård under Ringsted Kloster. Gården ligger i Benløse Sogn i Ringsted Kommune. Hovedbygningen er opført i 1872. Hagelbjerggård er på 130 hektar.

## arkæologiske fund
På gårdens marker er der gjort flere fund fra stenalderen. I 1971 fandt man således det såkaldte Hagelbjerggård-depot med 15 slebne tyndnakkede flintøkser. Der er gjort flere fund er gjort i 1982 og 1991

## Eksterne Links
Nationalmuseet Arkiveret 27. oktober 2020 hos  Wayback Machine
Den Store Danske

## Ejere af Hagelbjerggård
- (1850-1913) Ringsted Kloster
- (1913-1940) H. P. Simonsen
- (1940-1996) Slægten Simonsen
- (1996-) Nicolaj Simonsen